# John Shelby Spong
John Shelby Spong, född  16 juni 1931 i Charlotte, North Carolina, död 12 september 2021 i Richmond, Virginia, var en episkopal biskop och teolog. Han är känd för sina liberalteologiska åsikter.

## Biografi
Spong tog examen från University of North Carolina 1952 och en Masterexamen vid the Protestant Episcopal Theological Seminary i Virginia. Från år 1976 till sin pension år 2000 var han biskop i Newark, New Jersey. Sedan dess har han varit en omstridd seminariehållare och föreläsare. Spong har författat en rad böcker. Han är medlem i the Jesus Seminar.

## 12 punkter för reformation
Spong ser flera utmaningar för kristendomen i den moderna tiden och menar att religionen radikalt måste reformeras för att överleva i en helt annan tidsålder än den som den uppstod i. 1998 åkallade han Martin Luthers tradition och sammanfattade behovet av en ny reformation i 12 punkter:
| ” | 1. Teismen som ett sätt att definiera Gud är död. Därför är det mesta teologiska pratet om Gud meningslöst. Vi måste hitta ett nytt sätt att prata om Gud. 2. Eftersom Gud inte längre kan förstås i teistiska termer finns det ingen mening med att förstå Jesus som inkarnationen av en teistisk varelse. Därför är den gamla Kristologin obrukbar. 3. Den bibliska historien om en perfekt och fulländad skapelse från vilken människan föll till synd är pre-darwinistisk mytologi och post-darwinistiskt nonsens. 4. Om jungfrufödseln tolkas som bokstavlig biologi, blir den traditionella uppfattningen av Kristus gudomlighet omöjlig. 5. Berättelserna om mirakel i Nya testamentet kan i en värld post-Newton inte längre tolkas som övernaturliga verk av en inkarnerad gudomlighet. 6. Synen på korset som offret för världens synder är en barbarisk idé baserad på primitiva koncept. Därför måste den synen förkastas. 7. Återuppståndelse är en gudomlig handling. Jesus upphöjdes till betydelsen av Gud. Därför kan inte återuppväckelsen ha skett inuti den mänskliga historian. 8. Berättelsen om uppstigandet till himmelriket bygger på ett universum med tre delar och kan därför inte översättas till koncept i en rymdålder post-Kopernikus. 9. Det finns ingen yttre, objektiv, uppenbarad moralkod nedskriven i Skriften eller på stentavlor som kan diktera vårt moraliska beteende för all framtid. 10. Bön kan inte vara begäran till en teistisk varelse att agera i den mänskliga historien på ett visst sätt. 11. Hoppet till efterlivet måste för alltid separeras från den beteendekontrollerande mentaliteten med straff och belöning. Kyrkan måste överge dess beroende till att använda skuld som ett sätt att motivera ett visst beteende. 12. Alla mänskliga varelser bär Guds avbild och varje person måste respekteras för vem den är. Därför kan ingen yttre beskrivning av någon, vare sig ras, etnicitet, kön eller sexuell läggning användas för att diskriminera eller avfärda någon. | „ |